# 趙從郁
趙從郁是北宋時的宗室、宋太祖曾孫、秦康惠王趙德芳的孫子、英國公趙惟憲的三子，獲封新興侯。他是宋英宗的堂弟。其玄孫為宋孝宗。

## 妻
夫人河東薛氏，封丹陽郡君，宰相薛居正曾孙女，左领军军卫大将军薛惟吉孙女，右班殿直薛安民之女。

## 兒子女兒
六子
趙世奕，太子右衛率府率。
趙世褒，故太子右司禦率府率。
華陰侯趙世將，太子右監門率府副率。
趙世秩，故太子右內率府副率。
趙世覲，太子右內率府副率。
幼未名。
四女：
長婿葛宗簡，
仲婿李從之，
叔婿張化基，
季婿張永寧。